# 宋华平
宋华平（1954年—），男，河南确山人，中国书法家，中国书法家协会副主席，河南省书法家协会原主席，河南省文学艺术界联合会原副主席，第十三届全国政协委员。